# Abrodictyum cellulosum
Espèce
Répartition géographique
Abrodictyum cellulosum est une fougère de la famille des Hyménophyllacées. 

## Description
En plus des caractéristiques du genre, le stipe ainsi que le rachis est nu et le limbe des frondes est divisé 4 fois.
Les frondes ont de 6 à 15 cm de long, avec un pétiole de 1 à 7 cm.
La partie du limbe hors nervures ne comporte qu'une à trois rangées de cellules, donnant à cette espèce un aspect très fin (d'où l'épithète spécifique de l'espèce synonyme Trichomanes filiforme).
Les sores sont nombreux et disposés régulièrement sur la face inférieure du limbe, souvent en double rangée.
Le style des sores est de longueur variable, de la moitié au double de l'indusie campanulée.

## Distribution et habitat
Abrodictyum cellulosum est une espèce d'Amérique du Sud, du bassin amazonien : Bolivie, Brésil, Colombie, Équateur, Guyana, Guyane, Pérou, Surinam et Venezuela.
Elle peut être épiphyte de troncs d'arbre comme terrestre, de milieux humides forestiers.

## Historique
En 1844, Johann Friedrich Klotzsch décrit sous le nom de Trichomanes cellulosum un exemplaire collecté par Moritz Richard Schomburgk dans les monts Kanuku au Guyana lors de son expédition en 1840-1844 en Guyane britannique.
Cependant, en 1841, John Smith avait déjà donné un nom sans description à un exemplaire originaire des Malacca : Trichomanes gemmatum. En 1867, John Gilbert Baker (sur la base probablement de notes de William Jackson Hooker) en publie la description, mais il s'agit de l'exemplaire de Johann Friedrich Klotzsch (Trichomanes cellulosum) (qu'il relie, dans A second century of Ferns, figure 63, à la description de Johann Wilhelm Sturm dans Flora brasiliensis de Carl Friedrich Philipp von Martius). Il établit, à tort, une liste de synonymes qu'il deviendra difficile de séparer, en particulier, avec Trichomanes asae-grayi (Abrodictyum asae-grayi), Trichomanes longisetum (Abrodictyum pluma). Le nom de Trichomanes gemmatum est donc partiellement synonyme de Trichomanes cellulosum : c'est en 1973 que Conrad Vernon Morton établit une clarification en renommant l'exemplaire de John Smith Trichomanes idoneum.  Atsushi Ebihara et Jean-Yves Dubuisson distinguent donc Abrodictyum cellulosum (l'espèce néotropicale de Trichomanes gemmatum) et Abrodictyum idoneum, correspondant à l'exemplaire de Malaisie nommé par John Smith.
En 1974, Conrad Vernon Morton la place dans la section Trigonophyllum du sous-genre Achomanes du genre Trichomanes. Cette classification (très étrange) n'est certainement pas encore épurée des multiples erreurs issues de la description de John Gilbert Baker : page 188 de ce même article, il cite toujours Trichomanes gemmatum J.Sm. dans la section Pachychaetum du sous-genre Trichomanes du genre Trichomanes, alors que dans le même numéro, pages 272-273, il crée Trichomanes idoneum sur la base de Trichomanes gemmatum J.Sm. (non Hook. & Baker, lui synonyme de Trichomanes cellulosum).
En 1977, Áskell Löve et Doris Benta Maria Löve la déplacent dans le genre Selenodesmium : Selenodesmium cellulosum (Klotzsch) Á.Löve & D.Löve.
Enfin, en 2006, Atsushi Ebihara et Jean-Yves Dubuisson la placent dans le genre Abrodictyum sous-genre Pachychaetum.

## Position taxinomique
Abrodictyum cellulosum est une espèce classée dans le sous-genre Pachycheatum.
Elle compte les deux synonymes liés aux modifications de la famille des Hymenophyllacées suivants :
- Selenodesmium cellulosum (Klotzsch) Á.Löve & D.Löve
- Trichomanes cellulosum Klotzsch

Trois ou quatre autres synonymes sont encore signalés : 
- Cephalomanes gemmatum (J.Sm. ex Hook. & Baker) K.Iwats. (mais il s'agit peut-être de l'exemplaire de John Smith donc ce serait un synonyme de Abrodictyum idoneum (C.V.Morton) Ebihara & K.Iwats.)
- Trichomanes filiforme J.W.Sturm
- Trichomanes foeniculaceum Hook. (non Bory ex Willd.  qui est un synonyme de Abrodictyum rigidum (Sw.) Ebihara & Dubuisson)
- Trichomanes gemmatum J.Sm. ex Hook. & Baker (pour la description correspondant à Trichomanes cellulosum)